# Eupithecia praecipitata
Eupithecia praecipitata là một loài bướm đêm trong họ Geometridae.